# 톱니효과

앞쪽으로 전진하는 기계식 래칫. 뒤로 이동할 수 없다.

톱니효과, 톱니바퀴 효과 또는 래칫 효과(ratchet effect)는 특정 일이 발생하면 인간 프로세스가 역전되는 억제된 능력의 예이다. 이는 시계가 감길 때 스프링을 단단히 고정하는 기계식 톱니와 유사하다. 이는 다양한 소비재 제조에서의 피처 크리프, 스코프 크리프 현상과 군사 계획에서의 임무 변경(Mission creep) 현상과 관련이 있다.
사회학에서 "톱니효과"는 중앙 관리자가 작년의 성과를 바탕으로, 비록 이들이 쉽게 할 수 있을지라도 내년 목표를 설정하는 경향을 의미한다.

## 같이 보기
- 공유지의 비극
- 엔트로피